# Larry Gilbert Dahl
Larry Gilbert Dahl (Oregon City, 6 ottobre 1949 – distretto di An Khê, 23 febbraio 1971) è stato un militare statunitense che prestò servizio nell'United States Army durante la guerra del Vietnam, dove fu decorato con la Medal of Honor alla memoria.

## Biografia
Nacque ad Oregon City il 6 ottobre 1949, ma dopo le scuole elementari la sua famiglia si trasferì a Seattle dove frequentò la Franklin High School diplomandosi nel 1966.
Dopo aver lavorato presso il locale aeroporto e nell’industria aeronautica Boeing, si arruolò nell’US Army a Portland il 5 settembre 1969. Dopo aver completato l’addestramento iniziale a Fort Lewis e quello automobilistico a Fort Benning, venne andato in Vietnam come Specialista di 4ª classe assegnato alla 359th Trasportation Company, 27th Trasportation Battalion, dell'8th Trasportation Group, appartenente all’US Army Support Command.  Insieme a Richard Bond, Ronald Mallory e Charles Huser, divenne amico dell’equipaggio del Gun Truck M54 "Brutus", i cui membri espressero il desiderio che se fosse accaduto loro qualcosa volevano che fossero i quattro amici a prendere il loro posto.
Il 21 novembre 1970 il camion fu colpito da razzi o colpi di mortaio che uccisero Jimmy Ray Callison e ferirono William Kagel e Ernest Quintana. Riparati i danni, e una volta ridipinto il "Brutus", i quattro specialisti gli furono assegnati come nuovo equipaggio. 
Il 23 febbraio 1971 il Gun Truck fu assegnato come scorta a due convogli che, partendo da Quy Nhơn, trasportavano carburante verso ovest sulla strada nazionale 19 (Quốc lộ 19) in direzione di Pleiku, Bồng Sơn e Da Lat.  Quel giorno lo specialista Richard James Bond aveva il giorno libero e fu sostituito dal sergente Hector J. Diaz come il NCOIC a brodo del  "Brutos".
Il convoglio di carburante scortato dagli autocannoni della 545th Transportation Company cadde in una imboscata condotta da forti forze nemiche mentre attraversava il passo di An Khe.  Il convoglio scortato dalla 359th Trasportation Company si fermo prima di impegnare il passo, e gli autocannoni "Brutus", "The Untouchable", "The Misfits" e la jeep armata M151 "Li'l Brutus" vennero mandati in aiuto ai veicoli sotto attacco. Dopo trenta minuti di intenso combattimento, che vide l’impiego di supporto aereo portato dagli elicotteri da combattimento Bell AH-1 Cobra, il convoglio fu raggiunto dai veicoli di soccorso che entrarono subito in azione causando gravi perdite agli attaccanti con l’intenso fuoco delle mitragliatrici.
Dopo altri 15 minuti il combattimento cessò,  e i veicoli ripresero il loro normale ruolo di scorta quando, improvvisamente, tre o quattro soldati nemici attaccarono il "Brutus", lanciando all’interno dei veicolo una bomba a mano.  Incurante del pericolo Dahl lanciò un avvertimento ai compagni e si getto con il proprio corpo sulla bomba, facendo da scudo agli altri membri dell’equipaggio. La seguente esplosione lo uccise, e ferì leggermente sia Diaz che Huser. Unico membro incolume, Mallory portò il camion al più vicino posto di medicazione. Trasportato negli Stati Uniti il suo corpo fu sepolto presso il Willamette National Cemetery di Portland.  Secondo l’associazione dei Veterani del Vietnam il sacrificio di Dahl è citato come esempio del fortissimo legame che si instaurava tra i membri degli equipaggi degli autocannoni.

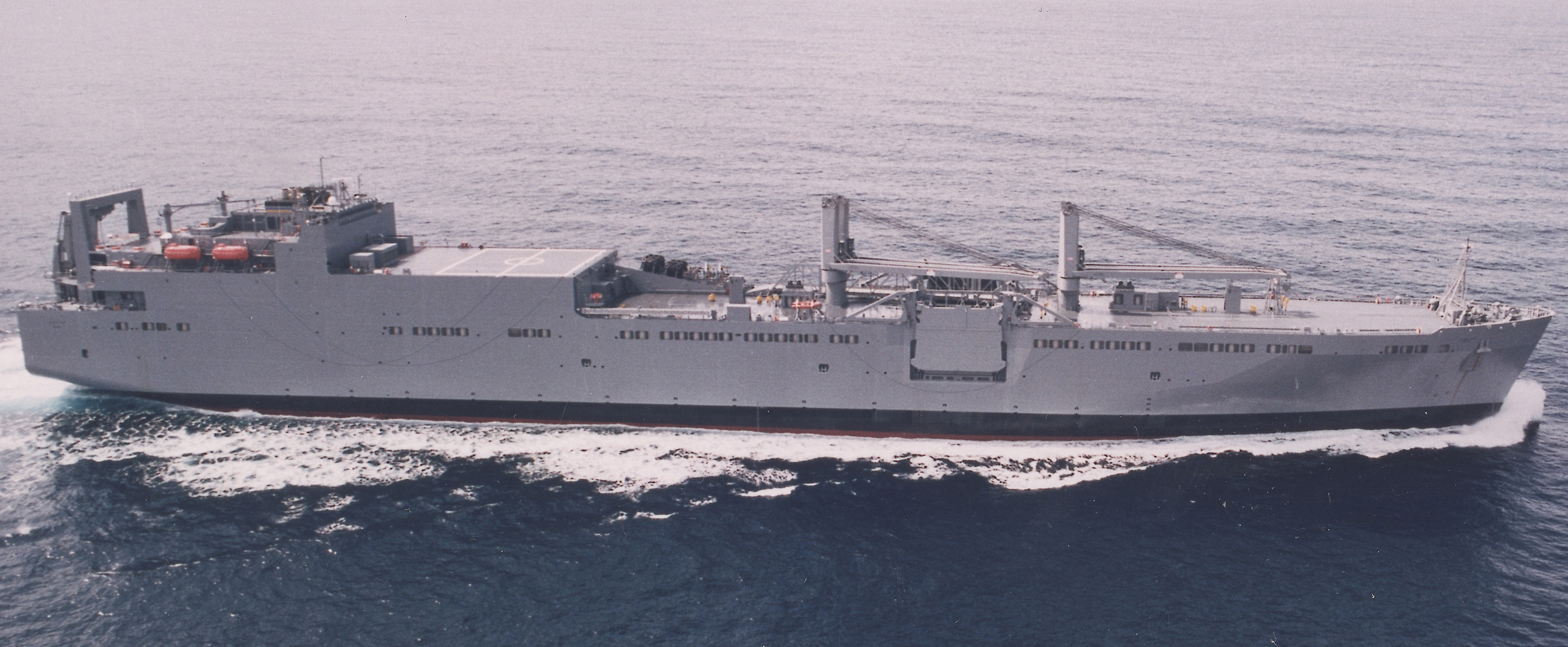
La nave da trasport USNS T-AKR-312 Larry G. Dahl del Military Sealift Command.

L’8 agosto 1974 gli fu assegnata la Medal of Honor che venne consegnata al figlio Michael, presente la moglie Michelle Steason, dal vicepresidente Gerald R. Ford.
Per onorarne la memoria una della navi logistiche del Military Sealift Command è stata ribattezzata USNS Dahl (T-AKR-312).

### Annotazioni
1. ↑  Mentre frequentava la Franklin High School conobbe la sua futura moglie Michelle Steason, da cui ebbe un figlio.

### Fonti
1. 1 2 3 4 5 6 7 8 9 10 11 12  Jack Hammond, Specialist 4c Larry Dahl: Distinguished recipient of the Medal of Honor, in Portland Tribune, Pamplin Media Group, Portland, Tuesday, 24 May 2016.
2. ↑  Service Profile
3. 1 2  Sgarlato 2011, p. 52.
4. 1 2 3 4 5 6 7 8 9  Killblane 2014, pp. 94-103.
5. ↑   Medal of Honor recipients - Vietnam (A-L), su history.army.mil, United States Army Center of Military History, 3 agosto 2009. URL consultato il 14 gennaio 2017 (archiviato dall'url originale il 27 giugno 2009).

### Periodici
- Jack Hammond, Specialist 4c Larry Dahl: Distinguished recipient of the Medal of Honor, in Portland Tribune, Portland, Pamplin Media Group, 24 maggio 2016.
- Nico Sgarlato, Gun Trucks in Vietnam. Veicoli da combattimento improvvisati per la controguerriglia, in Eserciti nella Storia, n. 65, Parma, Delta Editrice, novembre-dicembre 2011,  pp. 45-52.